# Paris (New York)
Pour les articles homonymes, voir Paris (homonymie).
Paris est une ville des États-Unis située dans le comté d'Oneida (État de New York), dont elle est le chef-lieu. 

## Population
Elle comptait 4 332 habitants en 2020 pour une superficie de 81,5 km².

## Histoire
La ville fut fondée en 1792. Elle est baptisée Paris en hommage au colonel Isaac Paris.

## Personnalités liées à la ville
- Leander Babcock (1811-1864), représentant démocrate des États-Unis pour le 23e arrondissement de l'État de New-York, est né à Paris.